# 日季米爾河
日迪米爾河（烏克蘭語：Ждимир）是烏克蘭西部的河流，屬於維恰河的左支流。該河流經外喀爾巴阡州的穆卡切沃區，河道全長12公里，流域面積37.5平方公里。